# Iwano-Frankiwski Uniwersytet Prawa im. Króla Daniela Halickiego
Iwano-Frankiwski Uniwersytet Prawa im. Króla Daniela Halickiego (ukr. Івано-Франківський університет права імені Короля Данила Галицького, ІФУП) – ukraińska prawnicza szkoła wyższa w Iwano-Frankiwsku. Kształcenie prowadzone jest w 10 specjalnościach na 3 fakultetach. 14 grudnia 1997 roku został założony Uniwersytet Prawa z inicjatywy rektora, członka Ukraińskiej Akademii Nauk, doktora prawa, doktora filozofii, doktora prawa kanonicznego, profesora, księdza Iwana Łuckiego.

## Struktura
Wydziały (ukr. - Факультети):
- Wydział Prawa,
- Wydział Architektury i Budownictwa,
- Wydział Ekonomiczny;
- Uniwersytecki College;
- Instytut Naukowo-Badawczy.

Specjalności (ukr. - Спеціальності):
- Prawo;
- Architektura (rozwój miejski);
- Budownictwo (przemysłowe i cywilne);
- Design;
- Teologia (teologia wyznania greckokatolickiego);
- Księgowość i audyt;
- Finanse i kredyt;
- Zarządzanie zasobami ludzkimi i ekonomia pracy;
- Reklama i komunikacja społeczna (według rodzajów działalności);
- Inżynieria oprogramowania.